# سوزوكي إرتيجا
سوزوكي إرتيجا (بالإنجليزية: Suzuki Ertiga)‏ هي سيارة من تصنيع شركة سوزوكي منذ عام 2012م، بها 7 مقاعد.

## أصل الاسم
اسم "Ertiga" هو اقتباس من " R-Tiga " حيث " Tiga " تعني «ثلاثة» في اللغة الإندونيسية، بينما " R " تعني «صف». لذلك، فإن الاسم مشتق من "R3" والتي بدورها تعني «ثلاثة صفوف (MPV)».

## الجيل الأول (ZE، 2012)
تمت معاينة Ertiga بواسطة سيارة R-III (R3) الاختبارية التي عرضتها Maruti Suzuki(ماروتي سوزوكي)في معرض السيارات 2010 . تم الكشف عن نسخة الإنتاج من السيارة في معرض السيارات في نيودلهي في 6 يناير 2012. تم إطلاقها في الهند في 12 أبريل 2012 وفي إندونيسيا في 22 أبريل 2012. أصبحت متوفرة في جنوب أفريقيا في 9 يونيو 2014 وفي الفلبين في 17 يوليو 2014. قاد تطويره كبير المهندسين توشيكاتسو هيبي. أعلنت ماروتي سوزوكي أنها أول LUV (مركبة الحياة المساعدة).
تم بناء الجيل الأول من إرتيجا على منصة سيارات سويفت صغيرة الحجم. تمت إعادة تسميته في إندونيسيا باسم Mazda VX-1، والذي تم تصنيعه من قبل شركة غير مُصنِّعة / مُجمَّع، من مايو 2013 حتى مارس 2017، كما تم تجميعها وبيعها في ماليزيا باسم Proton Ertiga ، من نوفمبر 2016 حتى أغسطس 2019. في تم بيع VX-1 خلال عمرها الافتراضي 1640 وحدة.

### الأسواق

#### الهند
وفقًا لـ Maruti Suzuki ، تم تصميم Indian Ertiga خصيصًا للمستهلكين الهنود، على عكس طرازات Maruti الأخرى التي تم تصميمها للسوق العالمية. قامت ماروتي بتسويقها على أنها «مركبة خدمات الحياة». تم طلب 11000 من هذه المركبات في الهند في غضون خمسة أيام.
في الهند، يتوفر Ertiga في بدائل بدائل الديزل والبنزين. على الرغم من أن كلا المحركين قد شوهدوا أيضًا يقومون بواجبات في وقت سابق في طرز مختلفة، إلا أنه تم تعديلهما وإعادة ضبطهما خصيصًا للسيارة لتوفير أرقام أداء مناسبة لعملائها. يتوفر متغير الديزل في مستويات القطع VDi و ZDi و ZDi + 1.5، بينما يتوفر متغير البنزين في مستويات القطع LXi و VXi ZXi و ZXi +
في يونيو 2013، وأضاف ماروتي سوزوكي نماذج Ertiga لها مع الغاز الطبيعي المضغوط (CNG). يحتوي كل من Ertiga LXi و VXi على مجموعة محول المصنع الأصلي ويتم تزويدهما بـ i-GPI (حقن منفذ الغاز الذكي) الذي ادعى ماروتي سوزوكي أنه سيحقق 22.8 كم / لتر (64 ميلا في الغالون ‑imp ؛ 54 ميلا في الغالون ‑US) مكافئ ممتاز.
كما تستخدم سوزوكي إرتيجا كسيارات دورية للشرطة من قبل شرطة مدينة بنغالور.

#### إندونيسيا
يتوفر السوق الإندونيسي Ertiga في مستويات GA و GL و GX. الطرازات السابقة متوفرة فقط مع ناقل حركة يدوي بخمس سرعات. في 29 يناير 2013، استلمت طرازات GL و GX شبك أمامي من الكروم ومكيف هواء مزدوج المنفاخ. يتوفر ناقل الحركة الأوتوماتيكي رباعي السرعات في طرازات GL و GX اعتبارًا من 17 مايو 2013.
في 20 اندونيسيا المعرض الدولي للسيارات في سبتمبر 2012، وقدم ثلاثة مفاهيم جديدة في شكل وErtiga، فإن رياضي، فاخرة وكروس الإصدار، والتي هي في الواقع Ertigas معدلة بشكل كبير إلى مفهوم السيارات. الإصدار العادي، في هذه الحالة، ظهر أيضًا متغير GX. وأنيق نسخة من تقليم GX هو متاح من أغسطس عام 2013. ورياضي انطلق في 19 فبراير 2014، والتي تقوم على خفض GL مع مختلف رباط الجبهة والجسم الرياضي عدة.
باعت Ertiga 109461 وحدة في غضون عامين، مع مبيعات قياسية تفوق مبيعات Toyota Avanza في عام واحد. يتم تقديم Ertiga أيضًا في نوع الديزل، والذي يتم استيراده من الهند ويأتي فقط في خيار ناقل الحركة اليدوي.

#### الفلبين
في الفلبين، يتم تقديم Ertiga في ثلاثة مستويات: GA (مع ناقل حركة يدوي فقط)، GL (مع ناقل حركة يدوي أو أوتوماتيكي) و GLX (مع ناقل حركة أوتوماتيكي فقط).

#### جنوب أفريقيا
إرتيجا هي أول سيارة من نوع MPV للعلامة التجارية في جنوب إفريقيا. ومع ذلك، تدعي الشركة أن Ertiga هي مركبة Life Utility وتزعم أيضًا أنها تهدف إلى أن تكون عملية، مع الاحتفاظ بخصائص متعة القيادة في Swift الشهيرة.
Ertiga هو ثاني منتج مصنوع في الهند في محفظة Suzuki South Africa ، أول منتج هو Alto (A-Star) الأقدم. لا يتوفر سوق Ertiga في جنوب إفريقيا إلا بمحرك بنزين سعة 1.4 لتر مقترن إما بناقل حركة يدوي 5 سرعات أو ناقل حركة أوتوماتيكي رباعي السرعات.

## الجيل الثاني (NC، 2018)
تم كشف النقاب عن الجيل الثاني Ertiga في 26 إندونيسيا معرض السيارات الدولي في جاكرتا في 19 نيسان 2018. وهو مبني على HEARTECT منصة وهو نفس المنصة خفيفة الوزن تستخدم في بالينو، IGNIS وسويفت.
يتم تصدير الجيل الثاني من Ertiga المصنوع من إندونيسيا إلى الفلبين وميانمار وفيتنام وتايلاند والمكسيك والشرق الأوسط وتيمور الشرقية وبروناي وأمريكا اللاتينية. بدأت الصادرات في 22 أكتوبر 2018.

### الأسواق

#### بروناي
تم إطلاق الجيل الثاني من إرتيجا في بروناي في 21 ديسمبر 2018.

#### الهند
تم إطلاق الجيل الثاني من Ertiga في الهند في 21 نوفمبر 2018 وتم تجميعه محليًا بواسطة Maruti Suzuki. يتم بيعها حصريًا لدى وكلاء Maruti Suzuki ARENA. يتوفر الجيل الثاني من السوق الهندي Ertiga في ثمانية مستويات (لكل إصدار محرك أربعة مستويات): LXi و VXi و ZXi و ZXi + لمحرك البنزين سعة 1.5 لتر، و LDi و VDi و ZDi و ZDi + لمحرك 1.3 لتر. البديل الديزل. جميع الديكورات مرتبطة بناقل حركة يدوي 5 سرعات. تقترن حواف VXi و ZXi أيضًا بناقل حركة أوتوماتيكي رباعي السرعات. يأتي كل من متغيرات البنزين والديزل في السوق الهندي من الجيل الثاني من Ertiga مع تقنية هجينة من Suzuki تسمى SHVS أو Smart Hybrid Vehicle من Suzuki. تلقت المتغيرات البنزين شاشة ملونة متعددة المعلومات TFT. مكيف الهواء الأوتوماتيكي بالتحكم في المناخ المزود بشاشة رقمية متاح فقط لموديلات ZXi و ZDi و ZXi + و ZDi +. تم إيقاف تصميمي LDi و LXi في مارس 2019، بينما تم إيقاف نسخ الديزل 1.3 لتر في أغسطس 2019.
يتوفر محرك الديزل سعة 1.5 لتر منذ 30 أبريل 2019. هذا المحرك متوفر بثلاثة مستويات - VDi و ZDi و ZDi +. وهي مزودة بناقل حركة يدوي بست سرعات. توقف المحرك في 31 مارس 2020 بسبب تنفيذ Bharat Stage 6 .

#### إندونيسيا
في إندونيسيا، تم طرح الجيل الثاني من Ertiga للبيع في مايو 2018. وهو متوفر في مستويات GA و GL و GX ، وهي نفس مستويات القطع مثل الجيل الأول من Ertiga. يتوفر طراز GA مع ناقل حركة يدوي بخمس سرعات فقط، بينما يتوفر طرازات GL و GX إما مع ناقل حركة يدوي بخمس سرعات أو ناقل حركة أوتوماتيكي رباعي السرعات. تلقى تقليم GX مقصورة بيج مع نمط خشبي. تم بيع الجيل الثاني من Ertiga 6,772 وحدة في الشهر الأول بعد صدوره.
تلقى الجيل الثاني من Ertiga تحديثًا في 15 فبراير 2019 للسوق الإندونيسي. تلقت سيارة GX عجلات سوداء مصقولة بلونين، ومزيل ضباب خلفي، ووحدة رأسية تعمل باللمس مقاس 6.8 بوصة من JVC ومكيف هواء أوتوماتيكي للتحكم في المناخ مع سخان وشاشة رقمية، في حين أن طراز GL لم يستقبل سوى مصابيح الضباب.
تم عرض طراز GX مع برنامج الاستقرار الإلكتروني (ESP) أيضًا كوحدات عرض طوال عام 2018. تم عرض نسخة «سوزوكي سبورت» من الجيل الثاني من Ertiga كمفهوم في معرض Gaikindo Indonesia الدولي السادس والعشرين للسيارات في أغسطس 2018، مع إنتاجها تم إطلاق الإصدار في 22 مارس 2019، والذي يعتمد على طراز GX ، ويتميز بشبكة أمامية شبكية، ومجموعة أدوات رياضية للجسم، وأضواء نهارية، وداخلية سوداء بنمط خشبي، وكاميرا احتياطية ومجهزة أيضًا بـ ESP كميزة قياسية.
تلقى الجيل الثاني من Ertiga تحديثًا آخر في 15 يناير 2020 للسوق الإندونيسي. حصلت GX الآن على تصميم داخلي أسود بنمط خشبي ووحدة رأس تعمل باللمس مقاس 8 بوصات، في حين تلقت سيارة GL مكيف هواء بشاشة رقمية. جنبًا إلى جنب مع إصدار أرتيجا سبورت الذي أنطلق في نهاية 2021 ، تلقت حواف GL و GX أيضًا مسند ذراع في الصف الثاني. A بيرل براون الكريم تم استبدال ونا من ألوان جديد شجاع كاكي لGL وGX الديكورات.

#### الفلبين
تم إطلاق الجيل الثاني من Ertiga في الفلبين في 23 يناير 2019. وهي متوفرة بثلاثة مستويات: GA (مع ناقل حركة يدوي فقط)، GL (مع ناقل حركة يدوي أو أوتوماتيكي) و GLX (مع ناقل حركة أوتوماتيكي فقط). تلقى Ertiga تحديثات في الفلبين في فبراير 2020.

#### جنوب أفريقيا
تم إطلاق الجيل الثاني من Ertiga في جنوب إفريقيا في 8 مارس 2019. يتم تقديمه في مستويات GA و GL.

#### تايلاند
تم إطلاق الجيل الثاني من Ertiga في تايلاند في فبراير 2019 حيث تم استيراده بالكامل من إندونيسيا. يأتي السوق التايلاندي Ertiga بتصميم داخلي أسود، والذي تم استخدامه لاحقًا في إصدار Suzuki Sport ونموذج GX المحدث لعام 2020 من سوق Ertiga الإندونيسي.

## المحركات
| محركات البنزين               | محركات البنزين | محركات البنزين                                                                                    | محركات البنزين                                        | محركات البنزين                         | محركات البنزين                           |
| كود الهيكل                   | النوع          | المحرك                                                                                            | الانتقال                                              | القوة                                  | عزم الدوران                              |
| ---------------------------- | -------------- | ------------------------------------------------------------------------------------------------- | ----------------------------------------------------- | -------------------------------------- | ---------------------------------------- |
| ZE81S (ZG81S for Mazda VX-1) | 1.4            | 1,373 cc K14B عمود الكامات العلوي ‏ 16-valve EFI محرك ذو أربع اسطوانات مرتبة في خط مستقيم with VVT | 5-speed علبة سرعات يدوية 4-speed ناقل حركة أوتوماتيكي | 70 كـو (94 حصان؛ 95 PS) at 6,000 rpm   | 130 ن·م (96 رطل·قدم) at 4,000 rpm        |
| NC22S                        | 1.5            | 1,462 cc K15B DOHC 16-valve EFI inline-four with VVT                                              | 5-speed علبة سرعات يدوية 4-speed ناقل حركة أوتوماتيكي | 77 كـو (103 حصان؛ 105 PS) at 6,000 rpm | 138 ن·م (102 رطل·قدم) at 4,400 rpm       |
| محركات الديزل                |                |                                                                                                   |                                                       |                                        |                                          |
| كود الهيكل                   | النوع          | المحرك                                                                                            | الانتقال                                              | القوة                                  | عزم الدوران                              |
| ZEK1S                        | 1.3            | 1,248 cc D13A DDiS DOHC 16-valve inline-four with شاحن توربيني                                    | 5-speed manual                                        | 68 كـو (91 حصان؛ 92 PS) at 4,000 rpm   | 200 ن·م (150 رطل·قدم) at 1,750 rpm       |
|                              | 1.5            | 1,498 cc E15A DDiS DOHC 16-valve inline-four with turbocharger                                    | 6-speed manual                                        | 70 كـو (94 حصان؛ 95 PS) at 4,000 rpm   | 225 ن·م (166 رطل·قدم) at 1,500–2,500 rpm |

## المبيعات

### سوزوكي إرتيجا
| السنة | إندونيسيا | الهند  | تايلاند | المكسيك |
| ----- | --------- | ------ | ------- | ------- |
| 2012  | 34,074    | 57,825 |         |         |
| 2013  | 63,318    | 62,219 |         |         |
| 2014  | 47,015    | 61,153 | 1,538   |         |
| 2015  | 30,963    | 60,194 | 966     |         |
| 2016  | 32,119    | 63,850 | 900     |         |
| 2017  | 35,338    | 68,354 | 774     |         |
| 2018  | 32,592    | 56,408 | 497     |         |
| 2019  | 24,549    | 95,901 | 3,599   | 6,246   |

### سوزوكي XL6
| السنة | الهند  |
| ----- | ------ |
| 2019  | 15,240 |

## اقرأ أيضا
- سوزوكي كيو-كونسبت